# سونگ جی-هیو
چون سو یون (کره‌ای: 천수연؛ زادهٔ چون سونگ ایم در ۱۵ اوت ۱۹۸۱) که بیشتر با نام هنری سونگ جی هیو (کره‌ای: 송지효) شناخته می‌شود، بازیگر و مدل اهل کره جنوبی است.
او در سال ۲۰۰۶ با نقش رقاصه مین هیورین در سریال روزگار شاهزاده مطرح شد؛ و با نقش قابل توجه خود در سریال افسانه جومونگ به نام بانو یه‌سویا همسر امپراتور جومونگ و مادر شاهزاده یوری در خیلی از کشورهای جهان از جمله ایران به شهرت رسید. او یکی از محبوبترین بازیگران زن کره‌ای در هنگ کنگ و سنگاپور است.
از دیگر آثار مطرح او سریال دایره جنایی در سال ۲۰۱۱ در کنار سونگ ایل گوک، سرنوشت یک مبارز و فیلم‌های شغال می‌آید در سال ۲۰۱۲ و یک گل یخ‌زده می‌باشد.

## اجرای نمایش تلویزیونی
او از سال ۲۰۱۰ تا کنون در نمایش تلویزیونی پرطرفدار برنامه تلویزیونی مرد دونده به عنوان مجری به اجرای برنامه می‌پردازد. همچنین در سال ۲۰۱۲ در نمایش تلویزیونی شبکه SBS به نام قویدل و در سال ۲۰۱۳ در نمایش تلویزیونی HAPPY TOGETHER به اجرا پرداخت.
وی در سال ۲۰۱۷ به اجرای برنامه ای به نام (رازهای زیبایی سونگ جی هیو) پرداخت و گونگ میونگ، بازیگر جوان و با استعداد نیز در این برنامه به وی پیوست.
در سال ۲۰۱۸ در کنار ستاره‌هایی مانند جوی از گروه ردولوت و چنگ شیاو از گروه wjsn ومدل معروف جانگ یون جو برنامه pajama friends را اجرا کرد.

## جوایز
- او در ۲۰۰۵ به عنوان ستاره جوان به جایزه شبکه SBS مفتخر گشت.
- در سال ۲۰۱۰ برنده جایزه ماهی طلایی شبکه Mbc شد.
- در سال ۲۰۱۱ به خاطر بازی در سریال دایره جنایی برنده جایزه بهترین بازیگر شبکه Kbs شد و در سال ۲۰۱۲ به همراه کانگ گری به عنوان * زوج برتر تلویزیونی شبکه Sbs برای برنامه Running man شد.

## فیلم‌شناسی

### برنامه تلویزیونی
| سال          | عنوان                     | شبکه              | یادداشت                                         |
| ------------ | ------------------------- | ----------------- | ----------------------------------------------- |
| ۲۰۰۷_۲۰۰۸    | اینکیگایو                 | اس بی اس          | مجری                                            |
| ۲۰۰۸         | دریم کنسرت                | اس بی اس          | مجری                                            |
| ۲۰۰۹         | دریم کنسرت                | اس بی اس          | مجری                                            |
| ۲۰۱۰_۲۰۱۱    | TV Entertainment Tonight  | اس بی اس          | اجرا کننده                                      |
| ۲۰۱۰_تا کنون | رانینگ من                 | اس بی اس          | مهمان (قسمت ۲_۵) اعضای اصلی (از قسمت ۷_تا کنون) |
| ۲۰۱۶         | ما عاشق هستیم             | Jiangsu TV        | اعضای اصلی با چن بولین                          |
| ۲۰۱۷         | Song Ji-hyo's Beauty View | jbtc2             | مجری                                            |
| ۲۰۱۷         | من جیو اونی هستم          | Naver Corporation | اولین برنامه ای که دربارهٔ خودش است              |
| ۲۰۱۸         | زندگی زیبا سونگ جیهو      | onstyle           | مجری                                            |
| ۲۰۱۸         | pajamafriends             | lifetime          | مجری                                            |

### فیلم سینمایی
| سال  | عنوان                    | نقش          | یادداشت     |
| ---- | ------------------------ | ------------ | ----------- |
| ۲۰۰۳ | نجوا راهروها: پله آرزوها | یون جین سوک  |             |
| ۲۰۰۴ | تعدادی                   | سئو یون-جی   |             |
| ۲۰۰۷ | sex is zero 2            | کیونگ آه     |             |
| ۲۰۰۸ | یک گل یخ‌زده              | ملکه         |             |
| ۲۰۱۱ | شکوفه آخر                | کیم یون-اه   |             |
| ۲۰۱۲ | شغال می‌آید               | بنگ مین-جونگ |             |
| ۲۰۱۳ | مارکو پلیمر دریایی       | لولو         | دوبله کره‌ای |
| ۲۰۱۳ | جهان جدید                | شین-وو       |             |
| ۲۰۱۵ | ۷۰۸۰۹۰                   | دان یو-رنگ   | فیلم چینی   |
| ۲۰۱۶ | قطار سریع                | مَگی/میکی     | فیلم چینی   |
| ۲۰۱۸ | باد باد باد              | میونگ        |             |
| ۲۰۱۹ | غیرقابل توقف             | جیسو         |             |
| ۲۰۲۰ | مزاحم                    | یوجین        |             |

### مجموعه تلویزیونی
| سال  | عنوان                   | نقش                      | شبکه  |
| ---- | ----------------------- | ------------------------ | ----- |
| ۲۰۰۲ | عصر معصومیت             | مین جونگ (بازیگر مهمان)  | SBS   |
| ۲۰۰۶ | روزگار شاهزاده          | مین هیو ری               | MBC   |
| ۲۰۰۶ | افسانه جومونگ           | بانو یه سویا             | MBC   |
| ۲۰۱۱ | دایره جنایی             | جو مین جو                | KBS2  |
| ۲۰۱۱ | سرنوشت یک مبارز         | ایون‌گو                   | MBC   |
| ۲۰۱۳ | فراری از چوسان          | هونگ دا این              | KBS2  |
| ۲۰۱۴ | زوج اورژانسی            | اوه جین هی               | tvN   |
| ۲۰۱۵ | دختری که بوها را می‌بیند | خودش (مهمان در قسمت اول) | SBS   |
| ۲۰۱۵ | Ex-Girlfriend Club      | کیم سو جین               | tvN   |
| ۲۰۱۶ | به عشق گوش بده          | جونگ سو یئون             | JTBC  |
| ۲۰۱۷ | مدیر بی و نامهٔ عاشقانه  | بنگ گایون                | tvn   |
| ۲۰۱۸ | دوست داشتنی وحشتناک     | ایول سون                 | kbs2  |
| ۲۰۲۰ | این عشق بود؟            | نو ئه جونگ               | JTBC  |
| ۲۰۲۱ | رستوران جادوگر          | جو هی                    | TVING |

### موزیک ویدئو
| سال  | عنوان                          | هنرمند                                              |
| ---- | ------------------------------ | --------------------------------------------------- |
| ۲۰۰۱ | فقط بگو خداحافظ                | JTL                                                 |
| ۲۰۰۱ | و من و تو                      | لی سو یانگ                                          |
| ۲۰۰۶ | کلماتی که من نمی‌توانم باور کنم | STAY                                                |
| ۲۰۱۰ | گوش نده به این آهنگ            | یونگ جی                                             |
| ۲۰۱۱ | هیچ چیز جدی است                | یونگ جی                                             |
| ۲۰۱۱ | در بهشت                        | JYJ                                                 |
| ۲۰۱۱ | هدیه‌ای برای تو                 | چوی کانگ-هی، لی سان گیون، کیم بیونگ-من، سونگ جی هیو |
| ۲۰۱۲ | خوشحال باشید (تیزر)            | یونگ جی، کیو هون                                    |
| ۲۰۱۳ | آهنگ زمستان                    | Freestyle feat. Navi                                |
| ۲۰۱۵ | تو خیلی زیبا هستی              | کنجی وو و سونگ جی هیو                               |
| ۲۰۱۶ | شب تنها                        | گری وgaeko                                          |

## تبلیغات
| سال  | محصولات                              | یادداشت       |
| ---- | ------------------------------------ | ------------- |
| ۲۰۱۱ | Jambangee Jeans                      | با گروه2AM    |
| ۲۰۱۲ | Yesse                                | تا ۲۰۱۴       |
| ۲۰۱۳ | Benefit - U.S. based cosmetics brand |               |
| ۲۰۱۳ | Mr.pizza                             |               |
| ۲۰۱۴ | NBA - CHO.2                          | همکاری باNBA  |
| ۲۰۱۴ | سامسونگ"این است زندگی"(ویتنام)       | با کیم وو-بین |
| ۲۰۱۴ | Banila Co                            |               |

## جوایز و نامزدی‌ها
| سال  | جایزه                        | رده                                                                 | کار نامزد                              | نتیجه    |
| ---- | ---------------------------- | ------------------------------------------------------------------- | -------------------------------------- | -------- |
| 2007 | 43rd جایزه هنری پاکسانگ      | Best New Actress in a Television Series                             | روزگار شاهزاده                         | نامزدشده |
| 2008 | 44th جایزه هنری پاکسانگ      | Most Popular Actress in a Film                                      | Sex Is Zero 2                          | نامزدشده |
| 2009 | 45th جایزه هنری پاکسانگ      | Most Popular Actress in a Film                                      | یک گل یخ زده                           | نامزدشده |
| 2010 | SBS Entertainment Awards     | Special Award in Variety                                            | برنامه تلویزیونی مرد دونده             | برنده    |
| 2011 | SBS Entertainment Awards     | Excellence Award in Variety                                         | برنامه تلویزیونی مرد دونده             | برنده    |
| 2011 | SBS Entertainment Awards     | Netizen's Popularity Award                                          | برنامه تلویزیونی مرد دونده             | نامزدشده |
| 2011 | MBC Drama Awards             | Excellence Award, Actress in a Miniseries                           | گای بک                                 | نامزدشده |
| 2011 | MBC Drama Awards             | Producer's Award                                                    | گای بک                                 | برنده    |
| 2011 | KBS Drama Awards             | Excellence Award, Actress in a Miniseries                           | دایره جنایی (سریال کره‌ای)              | نامزدشده |
| 2012 | 48th جایزه هنری پاکسانگ      | Best Female Entertainer                                             | برنامه تلویزیونی مرد دونده             | نامزدشده |
| 2013 | 49th جایزه هنری پاکسانگ      | Best Female Entertainer                                             | برنامه تلویزیونی مرد دونده             | نامزدشده |
| 2013 | 49th جایزه هنری پاکسانگ      | Most Popular Actress in a Film                                      | جهان جدید                              | نامزدشده |
| 2013 | SBS Entertainment Awards     | Female Top Excellence Award                                         | برنامه تلویزیونی مرد دونده             | برنده    |
| 2013 | SBS Entertainment Awards     | Viewer's Most Popular Award with برنامه تلویزیونی مرد دونده members | برنامه تلویزیونی مرد دونده             | برنده    |
| 2013 | KBS Drama Awards             | Excellence Award, Actress in a Mid-length Drama                     | Heaven's Order: The Fugitive of Joseon | نامزدشده |
| 2013 | KBS Drama Awards             | Netizen's Award                                                     | Heaven's Order: The Fugitive of Joseon | نامزدشده |
| 2013 | NATE Awards                  | Best Couple                                                         | سونگ جی هیو و گری                      | برنده    |
| 2013 | 7th SBS Entertainment Awards | Female Most Outstanding Award                                       | سونگ جی هیو                            | برنده    |
| 2014 | 2nd Annual DramaFever Awards | Best Kiss                                                           | سونگ جی هیو و گری                      | برنده    |